# Godzilla 2000
Godzilla 2000: Millennium (bra Godzilla 2000) é um filme japonês de 1999, dos gêneros ficção científica, aventura e ação, dirigido por Takao Okawara.

## Enredo
Após 6.000 anos dormindo no fundo do oceano, um monstro alienígena chamado Orga, acorda e inicia a destruição da cidade de Tóquio. Neste meio tempo, Godzilla também ressurge e, inicia uma batalha contra Orga. O destino do planeta será decidido nesta luta e resta para os seres humanos, apenas assistir e torcer para que o resultado seja favorável, pois nada podem fazer contra qualquer dos monstros.[carece de fontes?]

## Premiações
- Indicado

Academy of Science Fiction, Fantasy & Horror Films
Categoria Melhor Lançamento em Home Video[carece de fontes?]